# Hook Norton F.C.
Hook Norton F.C. là một câu lạc bộ bóng đá làng quê đến từ Hook Norton, gần Banbury, Anh. Mùa giải 2015–16, đội bóng thi đấu ở Hellenic Football League Division One West.

## Lịch sử
Mùa giải 2001–02 câu lạc bộ gia nhập Hellenic Football League Division One West và vô địch ngay lần đầu tiên tham gia. Họ được thăng hạng Premier Division nhưng phải chia sân với Banbury United. Mùa giải 2002–03, Hook Norton vào đến Vòng loại 2 của FA Vase. Câu lạc bộ bị xuống lại Division One West năm 2004. Họ về đích thứ 3 ở mùa giải 2006–07 và được thăng hạng Premier Division của Hellenic League, phải cải thiện sân đấu. Câu lạc bộ xin được phép bổ sung dàn đèn và các trang thiết bị khác và lắp đặt vào mùa hè năm 2007, hoàn thành ngay trong mùa thu năm đó. Nâng cấp bao gồm: dàn đèn, 2 khán đài nhỏ, khán đài cứng và phần đất nhô lên. Nhà câu lạc bộ và phòng thay đồ cũng được mở cửa cuối năm 2008. Năm 2010, câu lạc bộ lại xuống chơi ở Division One West.

## Sân vận động
Hook Norton chơi trên sân nhà The Bourne, Hook Norton, Oxon, OX15 5PB.

## Đội hình hiện tại

### Đội hình chính
Ghi chú: Quốc kỳ chỉ đội tuyển quốc gia được xác định rõ trong điều lệ tư cách FIFA. Các cầu thủ có thể giữ hơn một quốc tịch ngoài FIFA.
| Số | VT | Quốc gia | Cầu thủ        |
| -- | -- | -------- | -------------- |
| —  | TM | Anh      | Joe Murrell    |
| —  | HV | Anh      | Shaun Anderson |
| —  | HV | Anh      | Mike Spaull    |
| —  | HV | Anh      | Ash Prentice   |
| —  | HV | Anh      | Dan Cleevely   |
| —  | HV | Anh      | Rich Oakey     |
| —  | HV | Anh      | Neal Hobday    |
| —  | HV | Anh      | Dan Cleevely   |
| —  | HV | Anh      | Sam Grant      |
| —  | HV | Anh      | Harry Smith    |
| —  | HV | Anh      | Jayson Mara    |

| Số | VT | Quốc gia | Cầu thủ        |
| -- | -- | -------- | -------------- |
| —  | TV | Anh      | Danny Poole    |
| —  | TV | Anh      | Chris Tillcock |
| —  | TV | Anh      | Ben Tew        |
| —  | TV | Anh      | Jamie Wyatt    |
| —  | TV | Anh      | Liam Fudge     |
| —  | TV | Anh      | Sekou Bangoura |
| —  | TV | Anh      | Jason Tillcock |
| —  | TĐ | Anh      | Mark Odom      |
| —  | TĐ | Anh      | Dan Watkin     |
| —  | TĐ | Anh      | Mark Dennis    |

### Đội hình dự bị
Ghi chú: Quốc kỳ chỉ đội tuyển quốc gia được xác định rõ trong điều lệ tư cách FIFA. Các cầu thủ có thể giữ hơn một quốc tịch ngoài FIFA.
| Số | VT | Quốc gia | Cầu thủ       |
| -- | -- | -------- | ------------- |
| —  | TM | Anh      | Matty Brice   |
| —  | HV | Anh      | Mikey Taylor  |
| —  | HV | Anh      | Jordan Newman |
| —  | HV | Anh      | Simon Feary   |
| —  | HV | Anh      | Dan Knight    |
| —  | HV | Anh      | Ben Anderson  |
| —  | HV | Anh      | Craig Kingham |
| —  | HV | Anh      | Ollie Barlow  |

| Số | VT | Quốc gia | Cầu thủ                       |
| -- | -- | -------- | ----------------------------- |
| —  | HV | Anh      | Elliot Williams               |
| —  | TV | Anh      | Nat Bee                       |
| —  | TV | Anh      | Tom Lucy                      |
| —  | TV | Anh      | Josh Northam                  |
| —  | TV | Anh      | Dan White                     |
| —  | TĐ | Anh      | Tom White                     |
| —  | TĐ | Anh      | Dee Livous                    |
| —  | M  | Anh      | Lee McCallum (Player Manager) |

## Danh hiệu
- Hellenic Football League Division One West[1]
  - Vô địch 2001–02
- Supplementary Cup 
  - Vô địch 2014-15

## Kỉ lục
- FA Cup
  - Vòng loại 2 2015–16[2]
- FA Vase
  - Vòng loại 2 2002–03